# Naisisili
Naisisili est un village situé sur l'île Nacula de l'archipel Yasawa situé dans la Division occidentale des Fidji.